# Olympische Sommerspiele 1976/Leichtathletik – 100 m Hürden (Frauen)

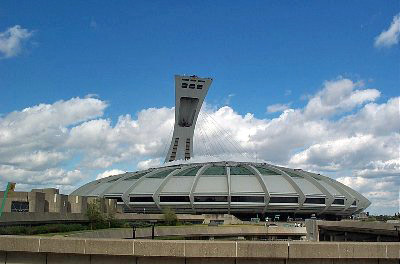
Das Olympiastadion in Montreal

Der 100-Meter-Hürdenlauf der Frauen bei den Olympischen Spielen 1976 in Montreal wurde am 28. und 29. Juli 1976 im Olympiastadion Montreal ausgetragen. 23 Athletinnen nahmen teil.
Olympiasiegerin wurde Johanna Schaller, spätere Johanna Klier, aus der DDR. Sie gewann vor Tatjana Anissimowa und Natalja Lebedewa, beide aus der Sowjetunion.
Neben der Siegerin gingen für die DDR die Olympiasiegerin von 1972, Annelie Ehrhardt, frühere Annelie Jahns, sowie Gudrun Berend. spätere Gudrun Wakan, an den Start. Ehrhardt schied im Halbfinale aus, Berend erreichte das Finale und belegte dort Rang vier.

Läuferinnen aus der Bundesrepublik Deutschland, der Schweiz, Österreich und Liechtenstein nahmen nicht teil.

## Bestehende Rekorde
In den Jahren damals gab es noch ein Nebeneinander zwischen handgestoppten und auf Zehntelsekunden gerundeten elektronisch genommenen Zeiten einerseits sowie rein elektronisch gestoppten auf Hundertstelsekunden gerundeten Zeiten andererseits. Die offiziellen Bestenlisten bestanden aus einer Mischung, in die beide Arten von Zeitmessung gemeinsam eingingen. Auch handgestoppte Zeiten waren damals noch Teil der offiziellen Besten- und Rekordlisten, was sich vor allem auf den kurzen Strecken auswirkte und zu voneinander abweichenden Rekorden führte. Da jedoch die handgestoppten Zeiten aufgrund der Reaktionsverzögerung der Zeitnehmer ca. ein bis zwei Zehntelsekunden besser waren als die elektronisch ermittelten Werte, gab es bald getrennte Auflistungen. Von 1977 an wurden auch offiziell nur noch die elektronischen Zeiten geführt.
Die beiden folgenden Übersichten stellen beide oben beschriebenen Rekordzeiten in getrennten Tabellen dar.
| Rekorde mit elektronischer Zeitnahme | Rekorde mit elektronischer Zeitnahme | Rekorde mit elektronischer Zeitnahme                  | Rekorde mit elektronischer Zeitnahme | Rekorde mit elektronischer Zeitnahme |
| ------------------------------------ | ------------------------------------ | ----------------------------------------------------- | ------------------------------------ | ------------------------------------ |
| Weltrekord                           |                                      |                                                       |                                      |                                      |
| 12,59 s                              | Annelie Ehrhardt ( DDR)              | Finale OS München, BR Deutschland (heute Deutschland) | 8. September 1972                    |                                      |
| 12,59 s                              | Annelie Ehrhardt ( DDR)              | Finale OS München, BR Deutschland (heute Deutschland) | 8. September 1972                    | Olympischer Rekord                   |

| Rekordübersicht mit gemischt ermittelten Zeiten | Rekordübersicht mit gemischt ermittelten Zeiten | Rekordübersicht mit gemischt ermittelten Zeiten | Rekordübersicht mit gemischt ermittelten Zeiten       | Rekordübersicht mit gemischt ermittelten Zeiten |
| ----------------------------------------------- | ----------------------------------------------- | ----------------------------------------------- | ----------------------------------------------------- | ----------------------------------------------- |
| Weltrekord                                      | 12,3 s                                          | Annelie Ehrhardt ( DDR)                         | Dresden, DDR (heute Deutschland)                      | 22. Juli 1973                                   |
| Olympischer Rekord                              | 12,6 s                                          | Annelie Ehrhardt ( DDR)                         | Finale OS München, BR Deutschland (heute Deutschland) | 8. September 1972                               |

Der bestehende olympische Rekord wurde bei diesen Spielen nicht erreicht. Im schnellsten Rennen, dem Finale, verfehlte Olympiasiegerin Johanna Schaller, spätere Johanna Klier, aus der DDR diesen Rekord – gleichzeitig Weltrekord – um achtzehn Hundertstelsekunden.

## Durchführung des Wettbewerbs
Die Athletinnen traten am 28. Juli zu vier Vorläufen an. Die jeweils vier Laufbesten – hellblau unterlegt – erreichten das Halbfinale am selbhen Tag. Hieraus qualifizierten sich ebenfalls die vier Laufbesten – wiederum hellblau unterlegt – für das Finale, das am 29. Juli stattfand.

## Zeitplan
28. Juli, 10:00 Uhr: Vorläufe

28. Juli, 14:00 Uhr: Halbfinale

29. Juli, 15:00 Uhr: Finale
Anmerkung:
Alle Zeiten sind in Ortszeit Montreal (UTC−5) angegeben.

## Vorrunde
Datum: 28. Juli 1976, ab 10:00 Uhr

### Vorlauf 1
Wind: ±0,00 m/s
| Platz | Name               | Nation         | Zeit    |
| ----- | ------------------ | -------------- | ------- |
| 1     | Tatjana Anissimowa | Sowjetunion    | 12,98 s |
| 2     | Grażyna Rabsztyn   | Polen          | 13,09 s |
| 3     | Sharon Colyear     | Großbritannien | 13,18 s |
| 4     | Nadine Prévost     | Frankreich     | 13,70 s |
| 5     | Patrice Donnelly   | USA            | 13,71 s |
| 6     | Julie Gomis        | Senegal        | 14,57 s |

### Vorlauf 2
Wind: ±0,00 m/s
| Platz | Name              | Nation     | Zeit    |
| ----- | ----------------- | ---------- | ------- |
| 1     | Bożena Nowakowska | Polen      | 13,05 s |
| 2     | Ileana Ongar      | Italien    | 13,37 s |
| 3     | Annelie Ehrhardt  | DDR        | 13,49 s |
| 4     | Deby LaPlante     | USA        | 13,51 s |
| 5     | Gaye Dell         | Australien | 13,68 s |
| 6     | Sue Bradley       | Kanada     | 14,07 s |

### Vorlauf 3
Wind: ±0,00 m/s
| Platz | Name             | Nation         | Zeit    |
| ----- | ---------------- | -------------- | ------- |
| 1     | Natalja Lebedewa | Sowjetunion    | 12,94 s |
| 2     | Johanna Schaller | DDR            | 13,02 s |
| 3     | Penka Sokolowa   | Bulgarien      | 13,52 s |
| 4     | Lorna Boothe     | Großbritannien | 13,69 s |
| 5     | Rhonda Brady     | USA            | 13,84 s |
| DNS   | Anne Pira        | Belgien        |         |

### Vorlauf 4
Wind: +0,81 m/s
| Platz | Name            | Nation      | Zeit    |
| ----- | --------------- | ----------- | ------- |
| 1     | Gudrun Berend   | DDR         | 13,03 s |
| 2     | Esther Roth     | Israel      | 13,06 s |
| 3     | Ljubow Kononowa | Sowjetunion | 13,36 s |
| 4     | Valeria Bufanu  | Rumänien    | 13,69 s |
| 5     | Edith Noeding   | Peru        | 14,14 s |
| 6     | Lucía Vaamonde  | Venezuela   | 19,17 s |

## Halbfinale
Datum: 28. Juli 1976, ab 14:00 Uhr

### Lauf 1
Wind: ±0,00 m/s
| Platz | Name              | Nation         | Zeit    |
| ----- | ----------------- | -------------- | ------- |
| 1     | Johanna Schaller  | DDR            | 12,93 s |
| 2     | Gudrun Berend     | DDR            | 12,96 s |
| 3     | Natalja Lebedewa  | Sowjetunion    | 13,03 s |
| 4     | Esther Roth       | Israel         | 13,04 s |
| 5     | Bożena Nowakowska | Polen          | 13,04 s |
| 6     | Deby LaPlante     | USA            | 13,36 s |
| 7     | Penka Sokolowa    | Bulgarien      | 13,67 s |
| 8     | Lorna Boothe      | Großbritannien | 13,73 s |

### Lauf 2

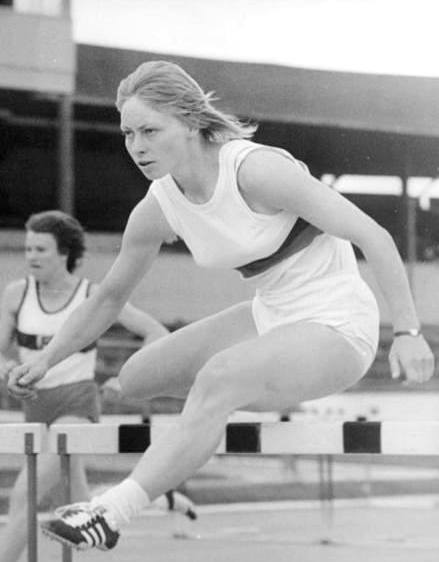
Die Olympiasiegerin von 1972 Annelie Ehrhard schied als Fünfte des zweiten Halbfinals aus

Wind: ±0,00 m/s
| Platz | Name               | Nation         | Zeit    |
| ----- | ------------------ | -------------- | ------- |
| 1     | Tatjana Anissimowa | Sowjetunion    | 13,08 s |
| 2     | Grażyna Rabsztyn   | Polen          | 13,35 s |
| 3     | Ileana Ongar       | Italien        | 13,41 s |
| 4     | Valeria Bufanu     | Rumänien       | 13,59 s |
| 5     | Annelie Ehrhardt   | DDR            | 13,71 s |
| 6     | Nadine Prévost     | Frankreich     | 13,95 s |
| 7     | Sharon Colyear     | Großbritannien | 17,32 s |
| DNS   | Ljubow Kononowa    | Sowjetunion    |         |

## Finale

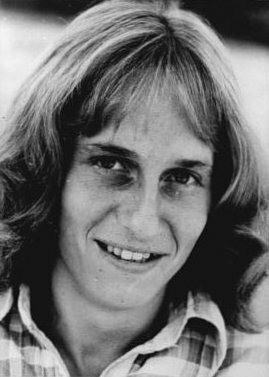
Olympiasiegerin Johanna Schaller, spätere Johanna Klier

Datum: 28. Juli 1976, 15:00 Uhr
Wind: ±0,00 m/s
| Platz | Name               | Nation      | Zeit    |
| ----- | ------------------ | ----------- | ------- |
| 1     | Johanna Schaller   | DDR         | 12,77 s |
| 2     | Tatjana Anissimowa | Sowjetunion | 12,78 s |
| 3     | Natalja Lebedewa   | Sowjetunion | 12,80 s |
| 4     | Gudrun Berend      | DDR         | 12,82 s |
| 5     | Grażyna Rabsztyn   | Polen       | 12,96 s |
| 6     | Esther Roth        | Israel      | 13,04 s |
| 7     | Valeria Bufanu     | Rumänien    | 13,35 s |
| 8     | Ileana Ongar       | Italien     | 13,51 s |

Der Wettbewerb wurde von Läuferinnen aus Osteuropa sowie der DDR dominiert. Neben ihnen standen je eine Hürdensprinterin aus Italien und Israel im Finale. Annelie Ehrhardt, die Olympiasiegerin der Spiele von 1972 in München, besaß nicht mehr die Verfassung ihrer besten Sport-Jahre und musste im Halbfinale die Segel streichen. Eine echte Nachfolgerin zeichnete sich auch in den Halbfinals noch nicht ab und so war der Ausgang des Finales sehr offen. Die Entscheidung wurde erwartet zwischen den beiden DDR-Athletinnen Gudrun Berend und Johanna Schaller sowie den beiden sowjetischen Teilnehmerinnen Tatjana Anissimowa und Natalja Lebedewa.
Im Finale ging es tatsächlich so eng zu wie zuletzt bei den Spielen 1964, damals über 80 Meter Hürden. Die ersten vier Finalistinnen durchliefen das Ziel innerhalb von fünf Hundertstelsekunden. Mit bloßem Auge waren die Platzierungen kaum auszumachen. Am Ende wurde Johanna Schaller mit einer Hundertstelsekunde Vorsprung Olympiasiegerin vor Tatjana Anissimowa und Natalja Lebedewa. Auf Rang vier landete Gudrun Berend, die zwei winzige Hundertstelsekunden von Bronze trennten. Annelie Ehrhardts olympischer Rekord von 12,59 s hatte allerdings weiterhin Bestand.

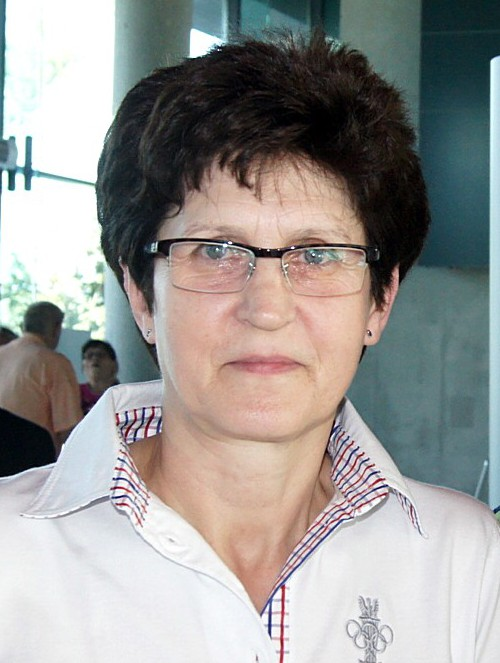
Grażyna Rabsztyn (Foto: 2012) belegte Rang fünf
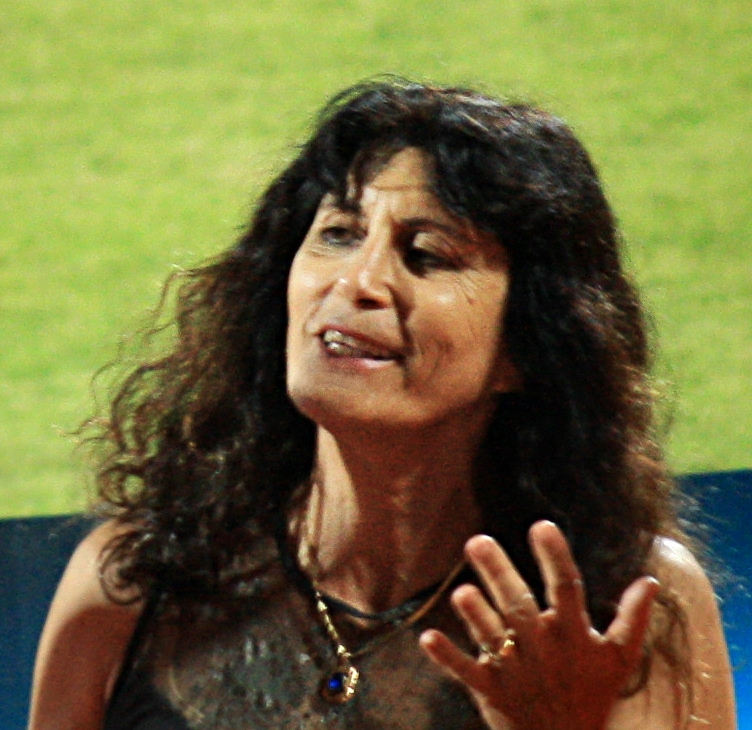
Esther Roth (hier im Jahr 2013), frühere Esther Shahamorov, kam auf den sechsten Platz

## Videolinks
- Olympics 1976 Athletics (part 3), Bereich 0:00 min bis 3:13 min, youtube.com, abgerufen am 21. Oktober 2021
- Montreal Olympic Games Highlights - Second Part - Colour, Bereich 3:51 min bis 4:13 min, youtube.com, abgerufen am 21. Oktober 2021